# Full Speed at High Level
Full Speed at High Level è l'album di debutto del gruppo heavy metal svedese Heavy Load, pubblicato nel 1978. In seguito è stato ripubblicato non dipendentemente da alcuna etichetta. L'ultima traccia, Son of the Northen Light, anticipa le sonorità e le tematiche che la band proporrà nei successivi album, a partire dall'EP Metal Conquest, caratteristiche del nascente genere dell'Epic metal.

## Tracce
1. Full Speed at High Level – 4:16
2. Midnight Crawler – 3:57
3. Moonlight Spell – 4:38
4. Storm – 11:32
5. In Two Minds – 5:44
6. Rock'n Roll Freak – 5:24
7. Caroline – 8:23
8. Son of the Northern Light – 5:01

## Formazione
- Styrbjörn Wahlquist - batteria
- Ragne Wahlquist - voce, chitarra, tastiere
- Dan Molén - basso